# 安德鲁·卡斯尔
安德鲁·卡斯尔（英語：Andrew Castle，1963年11月15日—），英国男子网球运动员，1986年成为职业球手。他曾代表英国参加1988年和1992年夏季奥林匹克运动会网球比赛。他于1992年退役，退役后成为电视主持人。